# Кавур (станция метро)
Кавур (итал. Cavour) — станция линии B римского метрополитена. Открыта в 1955 году.

## Окрестности и достопримечательности
Вблизи станции расположены:
- Императорский форум
- Рынок Траяна
- Палаццо Кох, штаб-квартира Банка Италии
- Инженерный факультет университета Ла Сапиенца
- Сан-Пьетро-ин-Винколи
- Санта-Мария-Маджоре
- Сан-Мартино-аи-Монти
- Санта-Прасседе
- Санта-Пуденциана

## Наземный транспорт
Автобусы: 75, 117.